# 大安镇 (乐东县)
大安镇，是中华人民共和国海南省乐东黎族自治县下辖的一个乡镇级行政单位。

## 行政区划
大安镇下辖以下地区：
礼乐村、大安村、陈考村、大炮村、后物村、昂外村、南仇村、万车村、木棉村、西黎村、丘文村、只纳村、加巴村、南木村和只朝村。